# 野中秀哲
野中 秀哲（のなか ひであき、5月23日 - ）は、日本の男性声優。所属事務所はアーツビジョン。東京都出身。

## 略歴
東京芸能芸術研究所、日本ナレーション演技研究所を経て、アーツビジョン所属となった。

## 人物
趣味はパソコン自作、シミュレーションゲーム、音楽鑑賞。日本プロ麻雀連盟の初段を持っている。

## 出演

### テレビアニメ
2001年
- Cosmic Baton Girl コメットさん☆（社長）

2003年
- 犬夜叉（男）
- F-ZERO ファルコン伝説（白雲）
- スクラップド・プリンセス（老人）

2004年
- クロノクルセイド（駅員A）
- ケロロ軍曹（スネーク）
- 爆裂天使（村の侍B）

2005年
- ギャラリーフェイク（ペドロ 他）
- NARUTO -ナルト-（木ノ葉の医療班）
- ふしぎ星の☆ふたご姫（すもう団長、老店主）
- BLOOD+

2012年
- LUPIN the Third -峰不二子という女-（シュメイト男爵）

2014年
- SHIROBAKO（北野三郎）

2016年
- 霊剣山 シリーズ（2016年 - 2017年、劉顕）- 2シリーズ
- 少年メイド（美耶子の父）
- 名探偵コナン（釜足栄二）

2018年
- タイムボカン 逆襲の三悪人（鰻屋）

### 劇場アニメ
- とある飛空士への追憶（2011年、貴族）

### OVA
- 炎の蜃気楼〜みなぎわの反逆者〜（2004年、男B）
- 嘘喰い（2012年、夜行妃古壱[4]）※単行本26巻の限定版に付属

### ゲーム
2004年
- 帝国千戦記 PS2版（鍔双）
- ドンキーコングジャングルビート GC版&Wii版（コンフーコング）

2005年
- NAMCO x CAPCOM（木曽義仲、大魔王アスタロト、ドラック）
- 影牢II -Dark illusion-

2006年
- Gears of War（ラーム将軍）

2007年
- ソウルクレイドル 世界を喰らう者（クラスター）

2008年
- プリニー 〜オレが主人公でイイんスか?〜（バクチー）

2009年
- Gears of War 2（ラーム将軍）※マルチプレイのみ

2010年
- プリニー2 〜特攻遊戯! 暁のパンツ大作戦ッス!!〜（怪盗魔人）

2014年
- ゴジラ-GODZILLA-（PS3版）（中条総理）

2015年
- ゴジラ-GODZILLA-（PS4版）（中条総理）

2017年
- ゼルダの伝説 ブレス オブ ザ ワイルド（デクの樹）

2020年
- ゼルダ無双 厄災の黙示録（デクの樹）

2023年
- ゼルダの伝説 ティアーズ オブ ザ キングダム（デクの樹）

2024年
- ゼルダの伝説 知恵のかりもの

### ドラマCD
- 少年舞妓・千代菊がゆく! 花見小路におこしやす
- 深想心理 二重螺旋5・6（篠宮明仁）
- まほらば 旅だ、事件だ、まほらばだ!!（マフィアC）

### 吹き替え

#### 映画（吹き替え）
- アメリカン・ジャスティス
- SPL/狼よ静かに死ね
- クラーケン（スパイダー〈スティーヴン・エリック・マクリンタイア〉）
- サハラ 死の砂漠を脱出せよ（艦長〈ロバート・カヴァノー〉、ウェイター、兵士1、捕虜1）
- 詩人の大冒険（悪魔の書生〈リュー・チャーフィー〉）
- 情愛と友情
- 白バラの祈り ゾフィー・ショル、最期の日々
- SONNY ソニー（アシッド・イエロー〈ニコラス・ケイジ〉）
- 007 スカイフォール（審問委員）
- 007 死ぬのは奴らだ ※ソフト版
- 0061/北京より愛をこめて!?（002（凌凌義）〈ユー・ロングァン〉）
- 沈黙の傭兵（アフメット・ダサン〈ピーター・バトラー〉）
- デューン/砂の惑星II
- ナザレのイエス ※完全版・DVD用新録版
- パーマネント ミッドナイト
- ビースト・オブ・ノー・ネーション（グッドブラッド最高司令官）
- Be Cool/ビー・クール
- ファイト・バック・トゥ・スクール3/秘密指令は氷の微笑（ラム・ダイゴ〈アンソニー・ウォン〉）
- レイン・オブ・アサシン
- ローグ・ワン/スター・ウォーズ・ストーリー（K-2SO〈アラン・テュディック〉）
- ローマ帝国に挑んだ男 －パウロ－ （バルナバ〈G・W・ベイリー〉）
- 私の日記はベストセラー（ラルフ）
- ワンナイト・イン・モンコック

#### ドラマ
- ミス・マープル 牧師館の殺人
- エコモダ〜愛と情熱の社長室（サウル・グティエレス、フレディ・コントレラス）
- おとぼけスティーブンス一家（スティーブ・スティーブンス〈トム・ヴァーチュー〉）
- 堕ちた弁護士 -ニック・フォーリン-
- グッド・ワイフ4 #20
- クリミナル・マインド FBI行動分析課（ウィリアム・リード〈テイラー・ニコルズ〉）
- クリミナル・マインド6 FBI行動分析課（ホリス・ウォーカー教授）
- ザ・パシフィック
- CSI:7 科学捜査班 #11
- CSI:ニューヨーク #12
- CSI:ニューヨーク2 #14
- SCORPION/スコーピオン
- 犯罪捜査官ネイビーファイル
- 犯罪捜査官 アナ・トラヴィス（ポール・バローリ巡査部長〈ダニエル・カルタジローン〉）
- ベティ〜愛と裏切りの秘書室（サウル・グティエレス）
- 名探偵ポワロ ※NHK版
  - 「あなたの庭はどんな庭?」（トランパー、警官）
  - 「ポワロのクリスマス」（警官）
  - 「猟人荘の怪事件」（駅員）
- LOST (第5シーズン)（ラジンスキー〈エリック・ラング〉）

#### アニメ
- クイア・ダック ザ・ムービー（小さいイエス）
- KND ハチャメチャ大作戦 最後の任務を語れ
- シュガー・ラッシュ:オンライン（ノウズモア〈声：アラン・テュディック〉[6]）
- スーパーマン（ダークサイド〈2代目〉、スティール/ジョン・ヘンリー・アイアンズ、ペリー・ホワイト〈2代目〉）
  - ジャスティス・リーグ（ダークサイド）
- スパイダーマン（若返ったシルバーメイン、看守 他）
- ビー・ムービー（ラリー・キング）
- ヒックとドラゴン
- MR.MENショー（しつれいくん、ぴょんぴょんくん）
- LEGO スター・ウォーズ/オールスターズ（K-2SO）

### ボイスオーバー
- BS世界のドキュメンタリー（NHK BS1）
  - 「ベトナム戦争 もうひとつの闘い」（2008年）
  - 「フィットネスの最新科学〜運動は本当に効果的?〜」（2012年）

### ナレーション
- BS世界のドキュメンタリー「レーガンvsゴルバチョフ 中距離核ミサイル全廃条約」（2022年12月19日、NHK BS1）

### 映画
- クロスファイア（2000年）
- ゴジラ2000 ミレニアム（2000年）

### パチスロ
- 青ドン 花火の極（田吾作）
- 出番だ!葉月ちゃん（田吾作）
- 赤ドン 雅（田吾作）
- ドンちゃん祭（田吾作）

### その他コンテンツ
- つくばエキスポセンタープラネタリウム「宇宙はカラフル 〜星の色の秘密〜」（2015年、声の出演）
- デンソー コンセプトムービー（2018年、ケンの同僚[7]）